# Solanum superbum
Solanum superbum är en potatisväxtart som beskrevs av Sandra Diane Knapp. Solanum superbum ingår i släktet skattor som ingår i familjen potatisväxter. Inga underarter finns listade i Catalogue of Life.